# Campeonato Mundial de Ciclismo en Pista de 1932
El XXXV Campeonato Mundial de Ciclismo en Pista se celebró en Roma (Italia) entre el 27 de agosto y el 4 de septiembre de 1932 bajo la organización de la Unión Ciclista Internacional (UCI) y la Federación Italiana de Ciclismo.
Las competiciones se realizaron en el Motovelódromo Appio de la capital italiana. En total se disputaron 3 pruebas, 2 para ciclistas profesionales y 1 para ciclistas amateur.

## Medallistas

### Profesional
| Evento               | Oro                       | Plata                    | Bronce                   |
| -------------------- | ------------------------- | ------------------------ | ------------------------ |
| Velocidad individual | Joseph Scherens · Bélgica | Lucien Michard Francia   | Mathias Engel · Alemania |
| Medio fondo          | Georges Paillard Francia  | Walter Sawall · Alemania | Erich Möller · Alemania  |

### Amateur
| Evento               | Oro                       | Plata             | Bronce                 |
| -------------------- | ------------------------- | ----------------- | ---------------------- |
| Velocidad individual | Albert Richter · Alemania | Nino Mozzo Italia | Franz Dusika · Austria |

## Medallero
| Núm. | País     | Oro | Plata | Bronce | Total |
| ---- | -------- | --- | ----- | ------ | ----- |
| 1    | Alemania | 1   | 1     | 2      | 4     |
| 2    | Francia  | 1   | 1     | 0      | 2     |
| 3    | Bélgica  | 1   | 0     | 0      | 1     |
| 4    | Italia   | 0   | 1     | 0      | 1     |
| 5    | Austria  | 0   | 0     | 1      | 1     |
|      | TOTAL    | 3   | 3     | 3      | 9     |